# جان بياجيه
جان بياجيه (بالفرنسية: Jean Piaget)‏ (ولد 9 أغسطس 1896 - توفي 16 سبتمبر 1980) كان الابن الأكبر للسويسري آرثر بياجيه والفرنسية ريبيكا جاكسون. كان عالم نفس وفيلسوف سويسري وقد طور نظرية التطور المعرفي عند الأطفال فيما يعرف الآن بنظرية المعرفة الوراثية. أنشأ بياجيه في عام 1965 مركز نظرية المعرفة الوراثية في جنيف وترأسه حتى وفاته في عام 1980. يعتبر بياجيه رائد المدرسة البنائية في علم النفس.

## حياته الشخصية
ولد بياجيه عام 1896 في نيوشاتيل في نورماندي (الجزء الناطق بالفرنسية في غرب سويسرا). كان الابن الأكبر لآرثر بياجيه الذي كان أستاذًا جامعيًا في أدب القرون الوسطى في جامعة نيوشاتيل، وأمه الفرنسية ريبيكا جاكسون. كان بياجيه طفًلا مبكر النضوج نما لديه اهتمام بعلم الأحياء والعالم الطبيعي. أكسبه شغفه بعلم الحيوان سمعةً بين رواد ذلك المجال وذلك بعد نشره عدة مقالات حول الرخويات في عمر الخامسة عشرة. في عمر السادسة عشرة، كتبت مربيته السابقة لأبويه رسالة تعتذر فيها عن كذبها ذات مرة حول نزاعها مع ما ظنت بكونه شخصًا أراد اختطاف جان الصغير من عربته. لم يكن هناك خاطف ذلك اليوم. أخذ بياجيه بالقصة لدرجة أنه وبشكل ما شكّل في رأسه ذاكرة وهمية عن الحادثة قاساها حتى بعد إدراكه لكونها غير صحيحة.
نما لديه اهتمام بنظرية المعرفة نتيجة تشجيع أبيه في العمادة له على دراسة مجالات الفلسفة والمنطق. تلقى تعليمه في جامعة نيوشاتيل، ودرس لفترة قصيرة في جامعة زوريخ. نشر خلال تلك الفترة بحثين فلسفيين يظهران توجهه الفكري في ذلك الوقت، والذي تخلى عنه لاحقًا وادعى بكونه أفكار المراهقة. يرجع اهتمامه بالتحليل النفسي (فرع متشعب من علم النفس) إلى تلك الفترة أيضًا. انتقل بياجيه من سويسرا إلى باريس، فرنسا بعد تخرجه وعلّم في مدرسة «غرانج أو بيل» للبنين. كانت تُدار المدرسة من قبل ألفريد بينيه، مطوّر اختبار بينيه-سيمون (والذي تمت مراجعته لاحقًا من قبل لويس تيرمان ليصبح «مقاييس ذكاء ستانفورد-بينيه»). ساعد بياجيه في تقييم اختبار بينيه للذكاء. لاحظ بياجيه خلال تقييمه بعض تلك الاختبارات إعطاء الأطفال إجابات خاطئة بشكل مستمر حول أسئلة معينة. لم يركز بياجيه على حقيقة كون إجابات الأطفال خاطئة، بل على قيام الأطفال بارتكاب مستمر للأخطاء بشكل لا يفعله الأطفال الأكبر سنًا أو الراشدون. قاده ذلك إلى نظريته بأن العمليات المعرفية لدى الأطفال تختلف بأصلها عن تلك لدى الراشدين. ما دفعه إلى طرح نظرية عالمية حول مراحل التطور المعرفي إذ يبدي الأفراد أنماطًا شائعة معينة من المعرفة خلال كل مرحلة من مراحل نموهم. في عام 1921، عاد بياجيه إلى سويسرا ليعمل مديرًا لمعهد جان جاك روسو في جنيف. خلال ذلك الوقت، كان المعهد مدارًا من قبل إدوارد كلابريد. كان بياجيه على دراية بالعديد من أفكار كلابريد بما فيها المفهوم النفسي لمصطلح «التخبط» والذي ارتبط ارتباطًا وثيقًا بـ «التجارب والأخطاء» التي يمكن ملاحظتها في الأنماط العقلية لدى الإنسان.
تزوج عام 1923 من فالنتين شاتيناي (ولدت في 7 يناير عام 1899 وتوفيت في 3 يوليو عام 1983). أنجب الزوجان ثلاثة أطفال، درسهم بياجيه منذ ولادتهم. عمل بياجيه بين عامي 1925 و 1929 مدرسًا لعلم النفس وعلم الاجتماع وفلسفة العلوم في جامعة نيوشاتيل. وافق بياجيه عام 1929 على منصب إدارة المكتب الدولي للتعليم وبقي رئيسًا لهذه المنظمة الدولية حتى عام 1968. صاغ خطابه الإداري كل عام لمجلس المكتب الدولي للتعليم والذي تناول فيه بشكل صريح مذهبه التعليمي.
بعد تدريسه في كل من جامعة جنيف وجامعة باريس، تلقى بياجيه عام 1964 دعوة ليكون بمثابة كبير المستشارين ضمن مؤتمرين في كل من جامعتي كورنيل (11-13 مارس) وكاليفورنيا، بيركلي (16-18 مارس). تناول المؤتمران العلاقة بين الدراسات المعرفية والتطور المنهجي وسعوا بجهد لالتماس الآثار التطبيقية للأبحاث الأخيرة حول تطور القدرات المعرفية لدى الأطفال.
كُرّم عام 1979 بجائزة بلزان للعلوم السياسية والاجتماعية. توفي في عام 1980 ودُفن مع عائلته في قبر غير محدد ضمن مقبرة «سيمتيير دو روا (مقبرة الملوك)» في جنيف. تلك كانت وصيته.

## تاريخه المهني
وصف هاري بيلين البرنامج البحثي النظري لبياجيه على أنه يتألف من أربعة أطوار:
1. النموذج الاجتماعي للتنمية.
2. النموذج الأحيائي للتنمية الفكرية.
3. وضع النموذج المنطقي للتنمية الفكرية.
4. دراسة الفكر المجازي.

كثيرًا ما تختلف الأُطر النظرية الناتجة لدرجة وصفها بأنها تمثيل لأكثر من «بياجيه». ردّ جيرمي بورما على بيلين مؤخرًا وطلب منه إضافة طور جديد قبل رجوعه إلى علم النفس أطلق عليه اسم «بياجيه الصفري».

### بياجيه قبل علم النفس
قبل أن يصبح عالم نفس، عمل بياجيه في تعليم التاريخ الطبيعي والفلسفة. تلقى درجة الدكتوراه عام 1918 من جامعة نيوشاتيل. ومن ثم باشر بدراسة ما بعد الدكتوراه في زوريخ بين عامي (1918 و 1919)، وباريس بين عامي (1919 و 1921). عمل برفقة ثيودور سيمون على وضع مبادئ القياس النفسي قيد الاستخدام مع الأطفال الفرنسيين عام 1919. لم ينبثق المنظّر الذي نعرفه اليوم سوى بعد رحيله إلى جنيف ليعمل لدى إدوارد كلابريد مديرًا في جامعة روسو عام 1922.

### النموذج الاجتماعي للتنمية
ظهر بياجيه كعالم نفس لأول مرة في عشرينيات القرن الماضي. أقام أبحاثه حول الجانب المخبّأ من عقول الأطفال. اقترح بياجيه انتقال الأطفال من موضع التمركز حول الذات إلى المركزية العرقية. جمع على إثر تفسيره علم النفس مع الدراسات السريرية لتكوين ما أسماه «المقابلة نصف السريرية». بدأ مقابلته عبر سؤال الأطفال أسئلة موحّدة تعتمد على كيفية إجابتهم عنها كما سألهم سلسلة من الأسئلة خارج النموذج. بحث بياجيه عما أسماه «القناعة العفوية» لذا غالبًا ما كان يطرح على الأطفال أسئلة غير متوقعة لم تكن لتخطر في بالهم. لاحظ في دراساته تقدّمًا تدريجيًا من الاستجابات البديهية إلى استجابات مقبولة علميًا واجتماعيًا. كان الأطفال من منظور بياجيه يفعلون ذلك بسبب التفاعل الاجتماعي والتحدّي الذي تلقته أفكار الأطفال من الأطفال الآخرين الذين هم أكبر سنًّا.
استخدم هذا العامل من قبل إلتون مايو كأساس لـ «تجربة هوثورن» الشهيرة. كما مُنح بياجيه درجة الدكتوراه الفخرية على إثرها عام 1936 من جامعة هارفارد.

### النموذج الأحيائي للتنمية الفكرية
اعتقد بياجيه في هذه المرحلة بأنه يمكن اعتبار كل من عمليتي التفكير والتطور الفكري امتدادًا للعمليات البيولوجية الناتجة عن تكيّف الأنواع الحية، والذي تجري ضمنه أيضًا عمليتان: الاستيعاب والموائمة. هناك استيعاب يحدث عند استجابة الطفل لحدث جديد بطريقة تتسق مع نمط الأفكار الموجود سابقًا لديه. وهناك موائمة عند تعديل الطفل لنمط فكري موجود لديه سابقًا أو تشكيل نمط جديد كليًا ليتعامل به مع مواضيع وأحداث جديدة.
قال بياجيه إن الأطفال الرّضع ينخرطون بفعل الاستيعاب عند قيامهم بمص كل ما يتعثرون فيه بطريقهم. ادعى بأن الأطفال يحوّلون الأشياء من حولهم إلى أشياء تُمَص. كان الأطفال يستوعبون تلك الأشياء لتتفق مع بنيتهم العقلية. من ثم خرج بياجيه بالفرض أنه عند قيام الفرد بتحوير العالم من حوله ليلائم حاجاته ومفاهيمه، فإنه وبطريقة ما يستوعبه. لاحظ بياجيه أن أطفاله لا يستوعبون الأشياء لتلائم حاجاتهم فقط، بل أيضًا يغيرون من تركيبتهم الذهنية لتتوافق مع متطلبات البيئة من حولهم. وهذا هو الشق الثاني من التكيّف المعروف بالموائمة. في البدء، لم ينخرط الأطفال سوى بأفعال انعكاس بدائية مثل المص، ولكن بعد وقت قصير، بدؤوا بمسك الأشياء ووضعها في فمهم. فهم عند قيامهم بذلك يعدّلون استجابتهم المنعكسة لمواءمة عناصر البيئة المحيطة إلى أفعال انعكاسية. نظرًا للتضارب الحاصل بين الاثنين، فإنهما يوفّران قوة دافعة للتنمية الفكرية. تثير الحاجة المستمرة لتحقيق التوازن بينهما إلى النمو الفكري.
لاختبار تجربته، عمل بياجيه على ملاحظة عادات أطفاله.

### وضع النموذج المنطقي للتنمية الفكرية
قال بياجيه في النموذج الذي طوره بالمرحلة الثالثة إن الذكاء يتطور عبر سلسلة من الأطوار المتعلقة بالعمر، وهي متدرجة نظرًا لأنه على كل مرحلة أن تُتَم لتبدأ المرحلة التي تليها. في كل طور، يشكل الطفل نظرته حول العالم من حوله والتي تُلائم مرحلته العمرية. في الطور التالي، على الطفل أن يُبقي على قدراته الذهنية من أجل إعادة بناء المفاهيم. تصوّر بياجيه التطور الفكري باعتباره دوامة متنامية تصاعدية يجب فيها على الأطفال إعادة تشكيل أفكارهم التي تشكلت خلال مرحلة سابقة واستبدالها بأفكار جديدة ذات رتبة أعلى يكتسبون مفاهيمها من المرحلة التالية.

## حياته وأعماله
ولد بياجيه في مدينة نيوشاتيل بسويسرا عام 1896 وتوفي عام 1980 وكتب مقالته الأولى وهو في سن الثالثة عشر من عمره، وفي الثانية والعشرين من عمره حصل على الدكتوراه في علم البيولوجية وفي عام 1921 عين مديرا للدراسات بمعهد جان جاك روسو في جنيف، حيث نشر بعد ذلك كتابين من أشهر كتبه :
- اللغة والفكر عند الطفل Language and Thoughts of the child) 1923).
- الحكم والاستدلال عن الطفل Judgement and Reasoning of the Child) 1924).

وقد أوضح بياجيه في هذين الكتابين كيف يتطور تفكير الطفل خلال المراحل العمرية المختلفة.
لقد كرس بياجيه حياته كلها التي زادت عن الثمانين عاما لدراسة النمو العقلي عند الأطفال حتي أصبح هذا الاهتمام هو المميز له بين علماء النفس المحدثين بصفة عامة، وعلماء نفس النمو بصفة خاصة، ولقد اهتم بياجيه بموضوعات أخرى كثيرة مثل : الدوافع والإدراك، التصرفات، والقيم عند الأطفال.
ولكن اهتمامه بها كان لبيان ما بينها وبين الذكاء من روابط وعلاقات، أي أن اهتمامه بهذه الموضوعات لم يكن اهتماما لذاتها، بقدر ما كان موجها لخدمة موضوعه الأساسي، وهو دراسة تطور تفكير الأطفال وإنشاء نظرية في المعرفة التكوينية.

## تأثير بياجيه

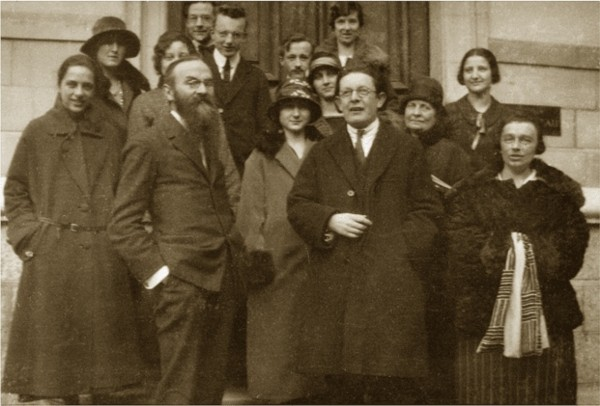
جان بياجيه أمام معهد روسو

لقد أثرت نظرية بياجيه للتطور المعرفي في كثير من المجالات:
- علم نفس النمو
- التعليم والأخلاق
- الدراسات الفكرية والتاريخية
- نظرية التطور
- الفلسفة
- علم المقدمات
- الذكاء الاصطناعي

## روابط خارجية
- جان بياجيه على موقع الموسوعة البريطانية (الإنجليزية)
- جان بياجيه على موقع مونزينجر (الألمانية)
- جان بياجيه على موقع إن إن دي بي (الإنجليزية)

## اقرأ أيضاً
- قائمة بالكتب المترجمة في علم النفس
- قائمة الحاصلين على جائزة بلزان
- النمو المعرفي